# 스냅백

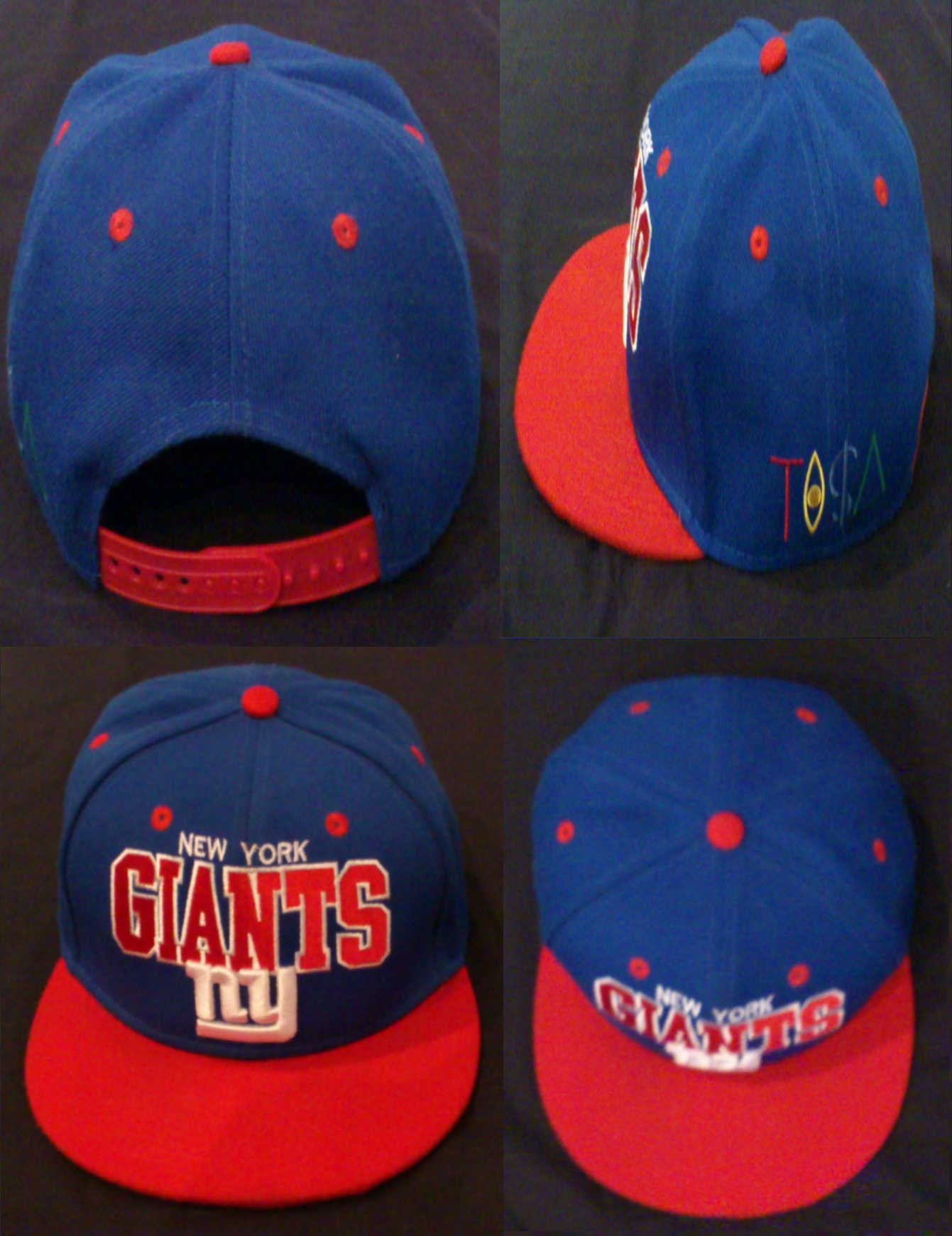
뉴욕 자이언츠 스냅백

스냅백(Snapback)은 모자 종류 중 하나로, 사이즈 조절 부분이 스냅으로 되어 있는 모자를 말한다.